# ビリー・ホワイト・エイカー
ビリー・ホワイト・エイカー（Billy White Acre、別表記：Bill White Acre、Bill Whiteacre）は、カナダの映画音楽作曲家、シンガー・ソングライター、ギタリスト、音楽プロデューサー。ロサンゼルスに拠点を持つテレビ・映画・広告向け音楽制作会社「ビッグ・プラネット・ミュージック・インコーポレイテッド」の創設者でクリエイティブ・ディレクター。作曲家である一方、オープン・チューニングによるパーカッシブなギター奏者でもある多才さで知られる。

## 経歴
ビリー・ホワイト・エイカーは地元トロントの少年聖歌隊員であった。11-13歳頃はイングランドはウスターシャーにあるセント・マイケルズ大学に声楽の奨学生として通い、クラシック音楽のトレーニングを受けるほか、聖歌隊首席として1日2回の礼拝で歌い、ピアノとチェロの初歩を学んだ。教会音楽に飽きたビリーは14歳の時に変声を偽りトロントへ帰郷。ブラック・サバスやレッド・ツェッペリン、ロイ・ブキャナンの影響により、10代後半でギターを始める。その後、カナダのシンガー・ソングライターであるブルース・コバーンの初期の作品に影響を受け、オープン・チューニングのソロ・ギター音楽の道へ転向し、マイケル・ヘッジスやレオ・コッケのほか、ジョニー・マー、エイドリアン・ブリュー、アンディ・サマーズといった80年代のサウンドスケープを指向するようになる。
高校を卒業後、ホワイト・エイカーはナロパ大学で音楽を学ぶためコロラド州ボルダーに移る。作曲法はラルフ・タウナー、アフリカン・リズムはコブラ・ラゼクポ、ワールド・ミュージックはビル・ダグラス、音響技術はスティーブ・ティベッツ、ブルースおよびジャズ・インプロビゼーションはロベン・フォードを教材に学んだ。その後、1987年にデンバーの「ベスト・ソロ・パフォーマー」に選出されるほど長らくコロラドに滞在し、ボビー・マクファーリンや、スザンヌ・ヴェガ、アル・ディ・メオラ、ビッグ・ヘッド・トッド・アンド・ザ・モンスターズ、ワシントン・スクエアズ、そしてギター・ヒーローの一人であったロイ・ブキャナンらとステージで共演するまでになった。また、ナロパ大学の教員で「吠える」で知られる詩人のアレン・ギンズバーグと友人になり、1983年にビートに合わせた詩のパフォーマンスをナロパ大学で行った。ホワイト・エイカーはギンズバーグの死を悼んで1997年に『オートマティック・フォレスト』という作品を書いている。
その後2作のアルバム『アトランティス・リップルズ』と『9ソングス』を発表したホワイト・エイカーはロッキー山脈を去り、1988年の晩夏にロサンゼルスに移る。ほどなくして『BAM』誌、KLSXラジオ、ウェストLAミュージックがスポンサーだったコンテスト「'89 サウザン・カリフォルニア・ギタリスト・オブ・ザ・イヤー」で優勝。1990年10月、ホワイト・エイカーのアコースティック・ポップのビジョンを具体化したビッグ・プラネットが、ニューヨーク市のザ・リッツ・カールトンで開催された全米バンド・コンテスト「ドン・カーシュナー・タンカレー・ロックス・コンテスト」で優勝。1991年にビッグ・プラネットのミュージシャンの入れ替えをした際には、ホリー・モンゴメリー（ベース、ボーカル）、スザンヌ・モリセット（ドラムス、ボーカル）が加入。エネルギッシュなアコースティック・サウンドにリッチなボーカル・ハーモニーを乗せたスタイルは、ビリーによって「ヘヴィ・ウッド」と名付けられた。このトリオは全米作曲アカデミーの、1991年の最優秀アコースティック・バンド賞を獲得した。トリオが唯一リリースしたアルバム『ビッグ・プラネット』は、グスターボ・ボーナーがミックスを手がけ、ジム・クリーガンがプロデュースを手がけた。
1993年、ビッグ・プラネットのロック曲「プッシュ・ザ・バウンダリーズ」が全米ラジオ局で頻繁に流されたシボレー・カマロのCMに使われ、この時に得た資金で自身初のADATデジタル・スタジオを設立した。レコーディング技術を熱心に学び、自身のプロジェクトの傍ら数多の地元アーティストをプロデュースするようになる。そのプロジェクトの一つにロック詩人のダン・バーンとのコラボレーションがあった。1994年6月、『ビルボード』と、クインシー・ジョーンズ、ドゥイージル・ザッパ、デイヴィッド・ベノワ、デイヴィッド・フォスターらが審査員を務める組織が、ホワイト・エイカーの楽曲「13ジェネレーション」をロック部門の最優秀賞に選出した。同じ月、ホワイト・エイカーは『ギター・プレイヤー』誌の表紙関連記事「あなたのプレイを変える10人の開拓者たち」でフィーチャーされた。ジェームズ・ロトンディはその中で「ホワイト・エイカーはその惚れ惚れするような6弦の演奏技術だけでなく、作曲技術や歌唱にも秀でている」としている。
1996年にはニューヨークを拠点とするタッチウッド・レコードと契約し、プロデューサーでエンジニアのジョー・チッカレリや、エンジニアのロバート・カランザ、クリストファーJ.ロバーツのアシスタンスのもと『ビリーズ・ノット・ビター』をレコーディング。ベーシストのジャスティン・メルダル・ジョンセンおよび、ドラマーでボーカリストのトム・ディークマイヤーがバンドの核となった。『ビリーズ・ノット・ビター』は『ロサンゼルス・ミュージック・アワード』で1997年のベスト・インディペンデント・アルバム賞を獲得。アルバムは評論家からソニック・ユースやウィーザーに比べ高い評価を受けたが、多くの聴衆の支持を得るには至らなかった。
1990年代後半にいくつかのテレビCM音楽を手がけたのち、ホワイト・エイカーは演奏者から映画・テレビ音楽の作曲家に移行。2005年には、テレビ・映画・広告向け個人音楽制作会社「ビッグ・プラネット・ミュージック・インコーポレイテッド」を創設した。ホワイト・エイカーの名がクレジットされた作品には『ゾンビ・ストリッパーズ』（ソニー・ピクチャーズ）、『ラブ&セックス』（ライオンズ・ゲート）、『クッカーズ』（ペースセッター・プロダクションズ）がある。『クッカーズ』では、2001年のミラノ国際映画祭で最優秀映画音楽賞を受賞した。テレビ放送用の音楽では『ディスカバリー』や、『ナショナル・ジオグラフィック』、『ザ・ヒストリー・チャンネル』などの作品でクレジットされている。
長い沈黙を破って演奏やプロデュース業を再開させている。2009年にはジョシュ・カノーヴァの2作目となるアルバム『アディオス』をプロデュース。2011年3月には、ダニー・アルトーとホワイト・エイカーの娘エイジアが作曲を手がけるバンド「ミスター・ダウンステアーズ」のデビュー曲「レジェンダリー」をプロデュースした。

## ディスコグラフィ

### 映画音楽
- 『ゾンビ・ストリッパーズ』
- 『クッカーズ』
- 『ラブ&セックス』
- 『バックヤード・ドッグズ』
- 『ビヨンド・ザ・シティ・リミッツ』

### テレビ音楽
- 『トレジャー・クエスト』
- 『アメリカお宝鑑定団ポーンスターズ』
- 『アクセス・ハリウッド』
- 『NOVA』

### アルバム
- 『アトランティス・リップルズ』（1986年）
- 『9ソングス』（1987年）
- 『ビッグ・プラネット』（1991年）
- 『ロー・シングス』（1993年）
- 『ビリーズ・ノット・ビター』（1996年）
- 『オリンピック・スイマー』（1998年）
- 『ポリウォグ』（1998年）
- 『ラブ&ディストラクション』（1999年）
- 『ゾンビ・ストリッパーズ』（2008年）
- 『ザ・ショット・フェルト・ラウンド・ザ・ワールド』（2010年）
- 『ジ・アップル』（2011年）